# 東京都交通局6000形電車 (鉄道)
東京都交通局6000形電車（とうきょうとこうつうきょく6000がたでんしゃ）は、1968年（昭和43年）12月27日より営業運転を開始した、東京都交通局（都営地下鉄）三田線用の通勤形電車。
同局の路面電車（都電）「6000形」と区別するため、「都営地下鉄6000形」と呼ばれることもある。
本項では、インドネシア鉄道会社（PT. Kereta Api）で運用されていた車両についても記述する。

## 概要
1968年（昭和43年）12月27日の都営地下鉄6号線（三田線）志村駅（現・高島平駅） - 巣鴨駅間開業と同時に運用を開始した。当時は東武東上本線と東京急行電鉄との相互乗り入れを予定していたため、東武・東急とともに制定した「6号線直通車両規格」（現在は事実上消滅）に基づき、都営地下鉄の車両では初めて全長20m・4扉の車体を採用した。
1969年（昭和44年）に鉄道友の会ローレル賞を受賞した。

## 車両概説

### 車体
車体構造は外板にステンレス鋼を用い、骨組みは普通鋼を用いるセミステンレス車両である。車体の帯色は当初「赤色」であったが、1972年（昭和47年）からのラインカラー選定時に、1次車は順次「青色」に変更された。2次車以降は当初より青色である。
東武鉄道と相互乗り入れを行う予定であったため、運転台は東武8000系電車と同様に地上線での万一の衝突事故を考慮した高運転台構造とし、警笛も東武と同様に両先頭車で音が若干違うものを採用した。東武8000系では運転室の床面を130 mm嵩上げして高運転台としているが、本形式では車掌室同様フラットなものとし、運転士用の足置き台と椅子の位置を高くする構造とした。

### 内装
内装はロングシートであるが、関東の鉄道では初めて木目調の化粧板が採用された。

### 走行機器など
制御装置、主電動機、補助電源装置は東京芝浦電気、東洋電機製造、日立製作所、三菱電機の共同設計品である。制御装置は103系を基本とした電動カム軸式で、ブレーキ装置は電空併用式電磁直通ブレーキを採用した（HSC-D形・日本エヤーブレーキ・三菱重工業の共同設計）。
主制御器は東京芝浦電気が原設計・製作したもので、多段式制御による乗り心地の向上と無接点制御の採用による保守性向上をめざしたものである。制御段数は、浅草線用の5000形よりも増加させた力行39段（直列17段・並列14段・弱め界磁8段）、発電ブレーキ31段（直列17段・並列14段）とし、さらに将来の性能向上にも対応できる。抵抗カム軸（KMR軸）と組み合わせカム軸（KMC軸）は別々となっており、個別の電動機で回転させるものとなっている（東京芝浦電機製・PE24-A形）。
神戸電気鉄道1050系とともに日本の鉄道車両で初めて補助電源装置に静止形インバータ（SIV）を採用した（東洋電機製造製。SIV-6形・出力7.5 kVA
）。直流1,500Vを入力電圧として、単相交流200V,60Hzを出力する。
台車は近畿車輛製の円筒案内軸箱支持式（油浴シュリーレン式）のT-6台車（メーカー形式 KD70）を採用している。

## 製造年度による相違点

### 1次車 (6011 - 6141)

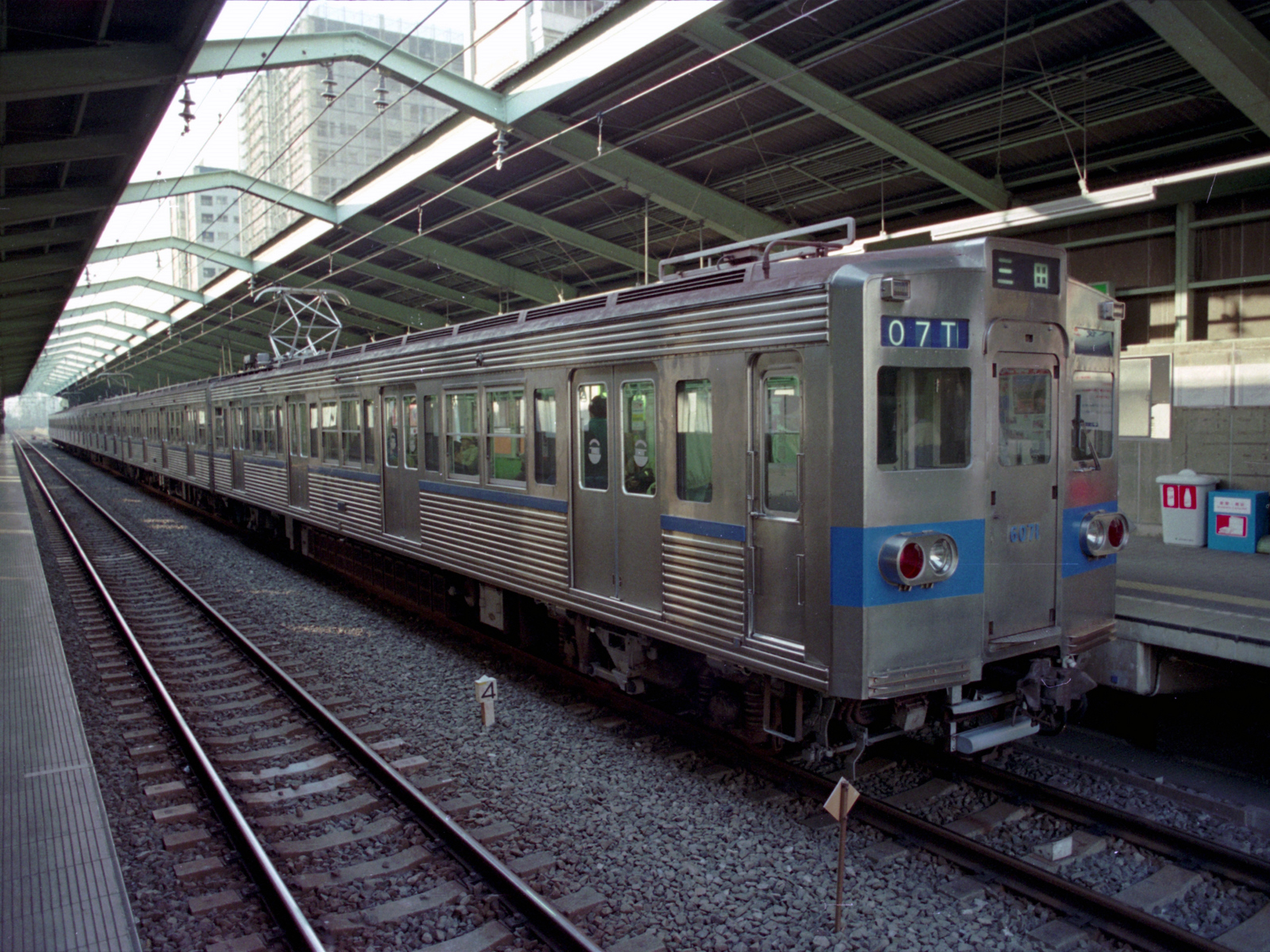
6071編成 三田方先頭車　西台にて撮影

志村駅 - 巣鴨駅間の開業用として4両編成14本（56両）を投入した。日立製作所と当時の川崎車輛（現・川崎車両）で製造された。運用終了後、日立製の一部車両は熊本電気鉄道へ。また唯一冷房改造された6121編成のみがインドネシアへ譲渡されている。製造当時、行先方向幕には当初乗り入れ予定だった東武東上線の行先（大和町〈現・和光市〉、志木、上福岡、坂戸町〈現・坂戸〉、東松山、森林公園など）も収録されていたが、後述する車体修繕工事の際に交換されている。冷房化改造は考慮されていなかったが、6121編成のみ冷房装置が取り付けられた。1次車の主制御器28台はすべて東京芝浦電気が製作した。

### 2次車 (6151 - 6231, 6015 - 6145, 6016 - 6146)
1972年に巣鴨 - 日比谷間の延伸開業用として、6両編成8本（48両）と1次車の6両編成化用（14編成分）に28両の計76両が新製された。この編成から将来の冷房改造が当初から可能な設計に変わり、1次車と比較すると屋根上のモニターが高くなると共に、M'車及びMc'車の床下に冷房装置用の電動発電機の搭載スペースが確保されている。これら1次車から3次車にかけては実際に冷改後でも分散式コンバータ型が搭載されたため、冷房電源用電動発電機の搭載は見送られた。既存SIVの活用と小型の冷房電源の設置にとどまっている。
車内では蛍光灯を飛散防止形を採用したため、蛍光灯保護棒を省略した。
製造メーカーはアルナ工機、日立製作所、日本車輌製造である。このロットより行先方向幕は当初から三田線内のみの収録となった。運用終了後は6191Fのみ秩父鉄道、その他は熊本電気鉄道とインドネシアへ譲渡された。

### 3次車 (6241 - 6261)
1973年の日比谷駅 - 三田駅間の延伸開業用に6両編成3本（18両）がアルナ工機で新製された。ただし外見は2次車と変化はない。運用終了後は全て秩父鉄道とインドネシアへ譲渡された。

### 4次車 (6271, 6281)
1976年の高島平駅 - 西高島平駅間の延伸開業用として6両編成2本（12両）がアルナ工機で新製された。同年に登場した浅草線用の5200形の設計が反映されており、戸袋窓が廃止され、中央部には冷房装置が設置できるように準備工事が施され、電動発電機も冷房用に対応できる大容量MGを搭載した。冷房改造もこのグループがトップで行われ、集中式冷房装置も計画通り設置され冷房用電動発電機も活用された。ドアも当初は同時期に落成した5200形と同じ形の丸窓で落成したが、都営地下鉄方針B修繕工事で化粧板とドア交換工事で従来と同様角窓形へ交換した。なお、側面の端に行先表示枠が設置されていたが、使用されずに廃車となった。4次車の主制御器と主電動機（一部のみ）は東洋電機製造が製作した。

### その後の変化

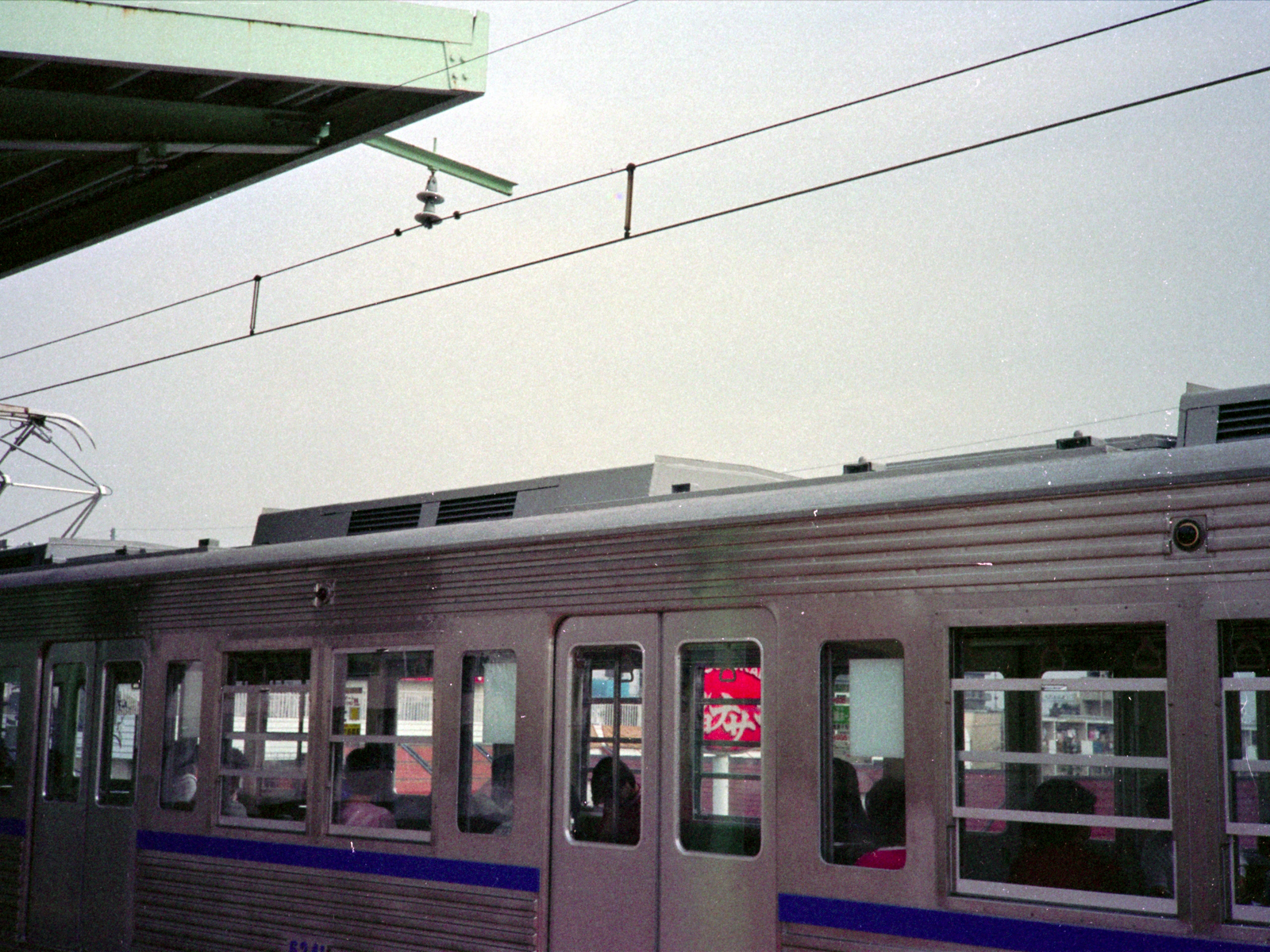
6241F三田方先頭車屋根部分 蓮根にて撮影

1988年秋頃に側面のみであった青帯を正面前照灯にも回り込むように変更した。また1989年春からは一部編成を除いて冷房化と車体修繕（都営地下鉄方針B修繕）も開始した。改修内容は以下の通り。
- 化粧板を白ベースに薄茶の模様付きに貼り替え、側扉は車内側もステンレス地のままとなった。なお、初期車のうち増結車の一部は行われなかった。
- ワイパーを空気式から電動式に交換。

車体修繕に関しては志村車両工場（当時）にて京王重機整備が出張工事の扱いで担当している。現在でも秩父鉄道5000系電車と熊本電気鉄道6000形電車の車内で京王重機の銘板を見ることができる。また1993年度より東京都のシンボルマークが先頭車の前面と側面に貼り付けられた。

### 冷房化改造
4次車（冷房準備車）
- 1989年（平成元年）5月 - 1990年（平成2年）3月に冷房化[8]
  - 装置は集中式の三菱電機製[9]TCL-6形・48.84 kW（42,000kcal/h）・重量900 kg[8]
  - 冷風吹き出し口はラインフロー方式である[8]。冷房電源はMGがそのまま使用された[8]

2・3次車（1次車1編成のみ）
- 1990年（平成2年）11月 - 1994年（平成6年）7月に冷房化[8]
  - 装置は集約分散式のTCL-6A形・24.42 kW（21,000 kcal/h）×2台（1両あたり48.84 kW・42,000kcal/h）・重量は370 kg ×2[8]
  - 改造コスト削減のため、屋根骨組みの補強が不要な分散式を採用、室内も簡易ダクトを天井に直接リベットで取り付ける方式[10]（改造工事は京王重機整備が施工[10]）
  - 冷風吹き出し口はスポット方式である[8]。冷房電源は6号車の床下にDC-DCコンバータ（直流600V出力・定格容量150 kW）を搭載[10]。また西高島平寄り先頭車に冷房操作盤を取り付け[10]

- 冷房装置のスペースのみ確保し営業運転をしていることがあった。

## 編成表
| 製造次車                | ← 三田西高島平 → | ← 三田西高島平 → | ← 三田西高島平 → | ← 三田西高島平 → | ← 三田西高島平 → | ← 三田西高島平 → | 竣工日         | 6両化         | 製造所         | 増結車 製造所 | 備考                     |
| 製造次車                | 形式             |                  |                  |                  |                  |                  | 竣工日         | 6両化         | 製造所         | 増結車 製造所 | 備考                     |
| 製造次車                | 6001形 (M1c)     | 6002形 (M2)      | 6005形 (M1)      | 6006形 (M2)      | 6007形 (M1)      | 6008形 (M2c)     | 竣工日         | 6両化         | 製造所         | 増結車 製造所 | 備考                     |
| 搭載機器 （1 - 3次車）  | Cont             | SIV,CP           | Cont             | SIV,CP           | Cont             | SIV,CP           | 竣工日         | 6両化         | 製造所         | 増結車 製造所 | 備考                     |
| 1次車 （第01 - 14編成） | 6011             | 6012             | 6015             | 6016             | 6017             | 6018             | 1968年11月30日 | 1972年3月25日 | 川車           | 日車          | 初期開業用 青枠内は2次車 |
| 1次車 （第01 - 14編成） | 6021             | 6022             | 6025             | 6026             | 6027             | 6028             | 1968年11月30日 | 1972年3月25日 | 川車           | 日車          | 初期開業用 青枠内は2次車 |
| 1次車 （第01 - 14編成） | 6031             | 6032             | 6035             | 6036             | 6037             | 6038             | 1968年11月30日 | 1972年3月25日 | 川車           | 日車          | 初期開業用 青枠内は2次車 |
| 1次車 （第01 - 14編成） | 6041             | 6042             | 6045             | 6046             | 6047             | 6048             | 1968年11月30日 | 1972年3月25日 | 川車           | 日車          | 初期開業用 青枠内は2次車 |
| 1次車 （第01 - 14編成） | 6051             | 6052             | 6055             | 6056             | 6057             | 6058             | 1968年11月30日 | 1972年3月25日 | 川車           | 日車          | 初期開業用 青枠内は2次車 |
| 1次車 （第01 - 14編成） | 6061             | 6062             | 6065             | 6066             | 6067             | 6068             | 1968年11月30日 | 1972年3月25日 | 川車           | アルナ        | 初期開業用 青枠内は2次車 |
| 1次車 （第01 - 14編成） | 6071             | 6072             | 6075             | 6076             | 6077             | 6078             | 1968年11月30日 | 1972年3月25日 | 川車           | アルナ        | 初期開業用 青枠内は2次車 |
| 1次車 （第01 - 14編成） | 6081             | 6082             | 6085             | 6086             | 6087             | 6088             | 1968年11月30日 | 1972年3月25日 | 日立           | アルナ        | 初期開業用 青枠内は2次車 |
| 1次車 （第01 - 14編成） | 6091             | 6092             | 6095             | 6096             | 6097             | 6098             | 1968年11月30日 | 1972年3月25日 | 日立           | アルナ        | 初期開業用 青枠内は2次車 |
| 1次車 （第01 - 14編成） | 6101             | 6102             | 6105             | 6106             | 6107             | 6108             | 1968年11月30日 | 1972年3月25日 | 日立           | アルナ        | 初期開業用 青枠内は2次車 |
| 1次車 （第01 - 14編成） | 6111             | 6112             | 6115             | 6116             | 6117             | 6118             | 1968年11月30日 | 1972年3月25日 | 日立           | 日立          | 初期開業用 青枠内は2次車 |
| 1次車 （第01 - 14編成） | 6121             | 6122             | 6125             | 6126             | 6127             | 6128             | 1968年11月30日 | 1972年3月25日 | 日立           | 日立          | 初期開業用 青枠内は2次車 |
| 1次車 （第01 - 14編成） | 6131             | 6132             | 6135             | 6136             | 6137             | 6138             | 1968年11月30日 | 1972年3月25日 | 日立           | 日立          | 初期開業用 青枠内は2次車 |
| 1次車 （第01 - 14編成） | 6141             | 6142             | 6145             | 6146             | 6147             | 6147             | 1968年11月30日 | 1972年3月25日 | 日立           | 日立          | 初期開業用 青枠内は2次車 |
| 2次車 （第15 - 23編成） | 6151             | 6152             | 6155             | 6156             | 6157             | 6158             | 1971年11月25日 |               | 日車           |               | 日比谷延伸開業用         |
| 2次車 （第15 - 23編成） | 6161             | 6162             | 6165             | 6166             | 6167             | 6168             | 1971年11月25日 |               | 日車           |               | 日比谷延伸開業用         |
| 2次車 （第15 - 23編成） | 6171             | 6172             | 6175             | 6176             | 6177             | 6178             | 1971年11月25日 |               | 日車           |               | 日比谷延伸開業用         |
| 2次車 （第15 - 23編成） | 6181             | 6182             | 6185             | 6186             | 6187             | 6188             | 1972年3月28日  | アルナ        |                |               | 日比谷延伸開業用         |
| 2次車 （第15 - 23編成） | 6191             | 6192             | 6195             | 6196             | 6197             | 6198             | 1972年3月28日  | アルナ        |                |               | 日比谷延伸開業用         |
| 2次車 （第15 - 23編成） | 6201             | 6202             | 6205             | 6206             | 6207             | 6208             | 1972年3月28日  | アルナ        |                |               | 日比谷延伸開業用         |
| 2次車 （第15 - 23編成） | 6211             | 6212             | 6215             | 6216             | 6217             | 6218             | 1972年3月28日  | 日立          |                |               | 日比谷延伸開業用         |
| 2次車 （第15 - 23編成） | 6221             | 6222             | 6225             | 6226             | 6227             | 6228             | 1972年3月28日  | 日立          |                |               | 日比谷延伸開業用         |
| 2次車 （第15 - 23編成） | 6231             | 6232             | 6235             | 6236             | 6237             | 6238             | 1972年3月28日  | 日立          |                |               | 日比谷延伸開業用         |
| 3次車 （第24 - 26編成） | 6241             | 6242             | 6245             | 6246             | 6247             | 6248             | 1972年12月15日 | アルナ        | 三田延伸開業用 |               |                          |
| 3次車 （第24 - 26編成） | 6251             | 6252             | 6255             | 6256             | 6257             | 6258             | 1972年12月15日 | アルナ        | 三田延伸開業用 |               |                          |
| 3次車 （第24 - 26編成） | 6261             | 6262             | 6265             | 6266             | 6267             | 6268             | 1972年12月15日 | アルナ        | 三田延伸開業用 |               |                          |
| 搭載機器 （4次車）      | Cont             | MG,CP            | Cont             | MG,CP            | Cont             | CP               | 竣工日         | 6両化         | 製造所         | 増結車 製造所 | 備考                     |
| 4次車 （第27・28編成）  | 6271             | 6272             | 6275             | 6276             | 6277             | 6278             | 1976年3月25日  |               | アルナ         |               | 西高島平延伸開業用       |
| 4次車 （第27・28編成）  | 6281             | 6282             | 6285             | 6286             | 6287             | 6288             | 1976年3月25日  |               | アルナ         |               | 西高島平延伸開業用       |

凡例
- Cont：主制御器
SIV：補助電源装置（静止形インバータ）
CP：空気圧縮機
MG：電動発電機
- 集電装置（パンタグラフ）はM1c・M1車に1基が搭載される。
- 3次車の以前の車両で、冷房装置搭載改造を実施した車両は末尾6の車両にDC-DCコンバータ電源を搭載している。

## 運用の変遷
開業当初は4両編成であったが、1972年（昭和47年）の6月30日の巣鴨駅 - 日比谷駅間の開業時より6両編成となった。なお、設計時は8両編成を想定していた（3・4号車が欠車）。6両化時に、当初は赤帯で落成した1次車が2次車2両組込み利用の4→6連化及び帯色変更(赤から青へ）に伴う車両不足を補う目的で、同開業用2次車6連編成(6両編成×8本48両と1次車の2次車組込み編成がこれに当たる）から搬入竣工した順番で日比谷延伸開業前試運転を兼ねた営業運転の前倒し投入をした編成が現れている。高島平から途中巣鴨までは通常営業運転。それ以南は試運転ないし新車利用による通し試運転(高島平－日比谷間の習熟試運転)があった。日比谷延伸と6連化が完了した翌年の三田延伸用3次車18両についてはその開業まで営業には投入されず、習熟試運転を行った以外では検車場構内で待機していた。そして六号線としては最終延伸となる西高島平開業用4次車12両でも同様である。
長年にわたって三田線の専用車両として運用されてきたが、1993年（平成5年）6月22日より後継車両の6300形を導入し、非冷房だった初期車の置き換えが開始された。当初は、過去に三田線との乗り入れ計画があった東急池上線や東急多摩川線が実施しているホームセンサー方式でのワンマン運転を構想していたこともあり、6300形の投入で初期車を置き換える一方、6000形のうち車齢の若いものでかつ冷房改造と車体修繕を施工したものは改造して継続使用することも検討されており、1995年（平成7年）にはいったん置き換えが中断された。
ところが、1990年（平成2年）6月に、現在の相互直通車両規格の名称である「相互直通運転における東急目黒線・南北線・三田線・埼玉高速鉄道線との車両申し合わせ事項」に基づき、ホームゲート方式のワンマン方式に決定された後、そのホームゲートの位置およびこれによる乗務員の安全確認上の問題や、ATOの精度の問題に加え、それに対応するための改造費が6300形の導入費用に匹敵することが判明した結果、6300形への全面置き換えが決定。1999年（平成11年）に置き換えが再開され、同年12月3日のATCと列車無線の空間波無線化（SR）と、翌2000年（平成12年）9月26日からの営団地下鉄（現・東京地下鉄）南北線・東急目黒線との相互乗り入れの開始に先立ち、1999年11月に引退した。
引退にあたって、東京都交通局から各種イベントが開催された。1999年（平成11年）11月21日 - 27日にかけて、最後の編成となった6171編成（17編成）の前後に記念ヘッドマークを取り付け、車内は6000形の写真を展示した「ヘッドマーク付きギャラリー電車」を、各日臨時列車として西高島平 - 三田間を3往復運行した。最終日の11月28日は、高島平駅でさようなら6000形出発式を実施、最終運転として高島平→三田→西高島平間を運行した。同日、志村車両基地では6000形1編成を開放し、車両撮影会、車内見学会などの記念イベントを実施した。
なお、東急側も9000系で乗り入れる計画であったが、ワンマン運転時の安全確認の関係などから中止した。

## 他鉄道事業者への譲渡

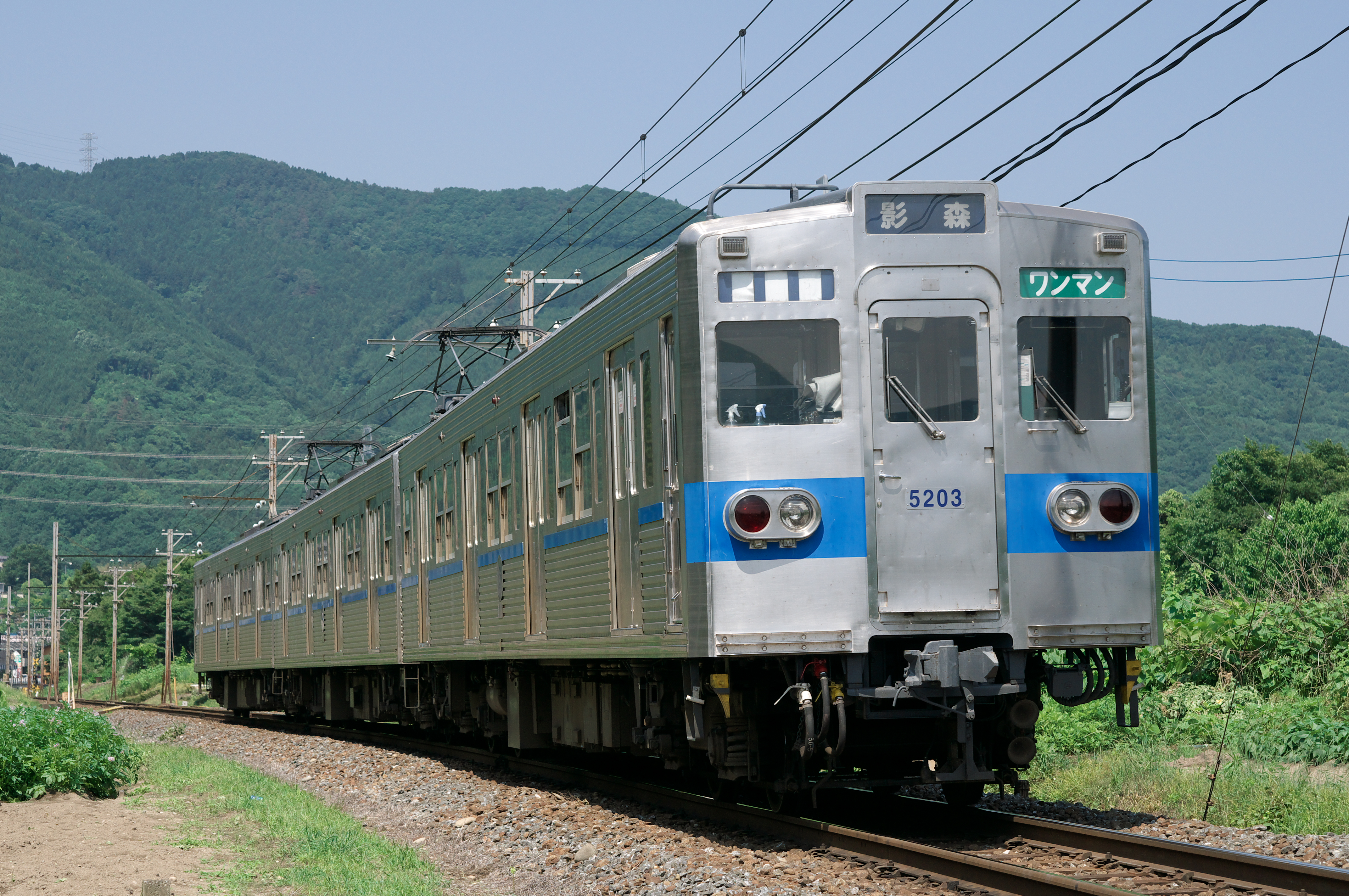
秩父鉄道5000系電車
（2011年6月6日 /樋口-野上）

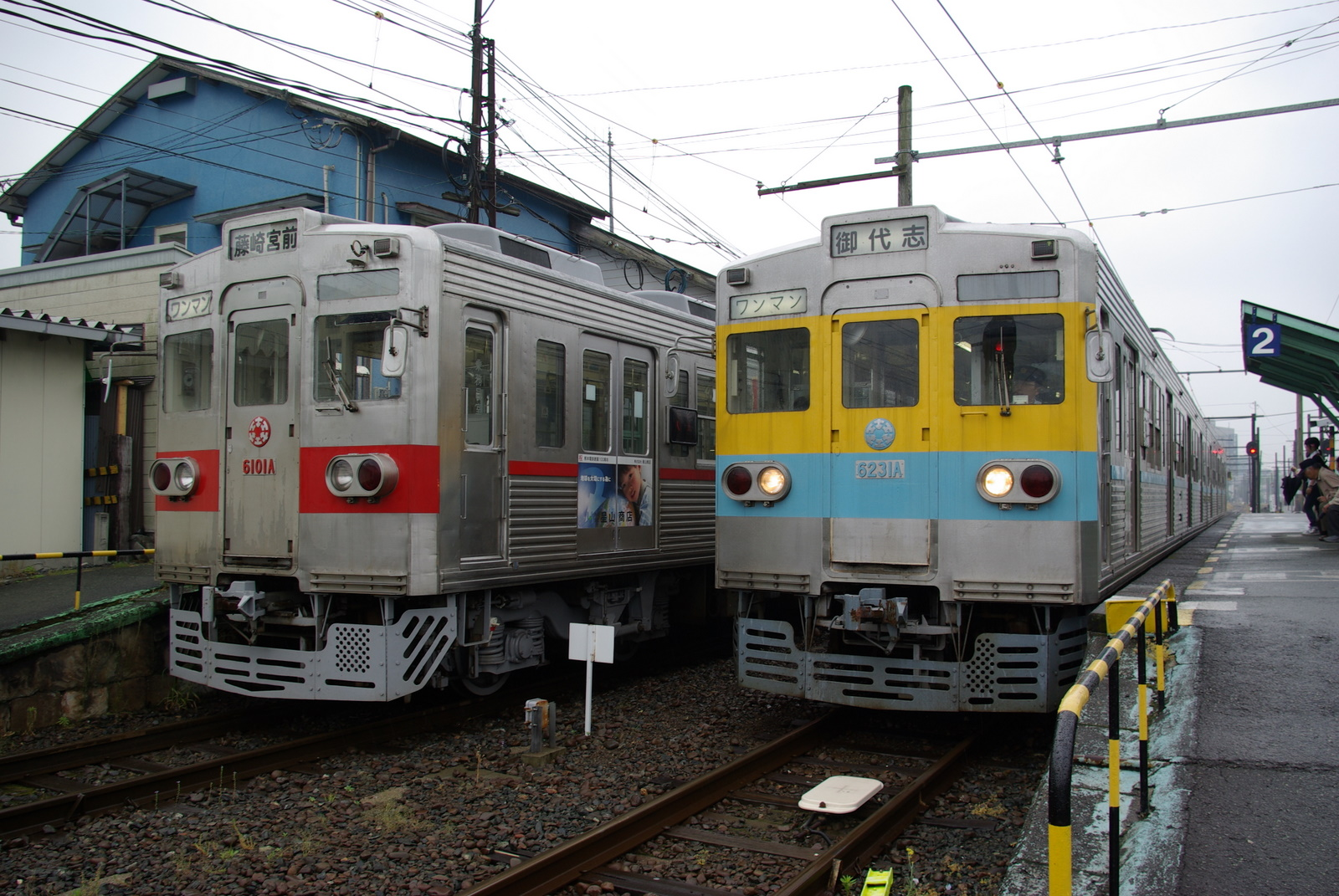
熊本電気鉄道6000系電車6101A（左）6231A（右）

三田線での営業運転終了後、以下の車両が他の鉄道事業者へ譲渡された。
- 熊本電気鉄道 - 6000形（10両 - 6101・6111・6211・6221・6231編成の1・8号車）
- 秩父鉄道 - 5000系（12両 - 6191・6241・6251・6261編成の1・6・8号車。他に部品取り車2両）

その他、政府開発援助（ODA）の一環として、72両がインドネシアへ無償譲渡され、同国への日本の中古車両譲渡の先駆けとなった。
保存車両としては、東京消防庁立川消防施設に訓練用として車体短縮改造・座席改造を受けた先頭車両（6051）と、群馬県館林市の高田産業に倉庫としてこの切断分（東京都八王子市の京王重機整備経由）が残存している。他に千葉県佐倉市の「佐倉草ぶえの丘」にも、冷房を搭載しないまま1999年まで予備車として残存した6145と6146が静態保存されている。

### インドネシア譲渡編成
インドネシア鉄道会社（PT Kereta Api Indonesia）（現.PT Kereta Commuter Indonesia）に譲渡された車両は、ジャカルタ首都圏の通勤電車として運用された。譲渡時には、日本では計画のみで終わった8両編成も存在した。東京都より無償で譲渡されたが、輸送費などはインドネシア側が負担した。

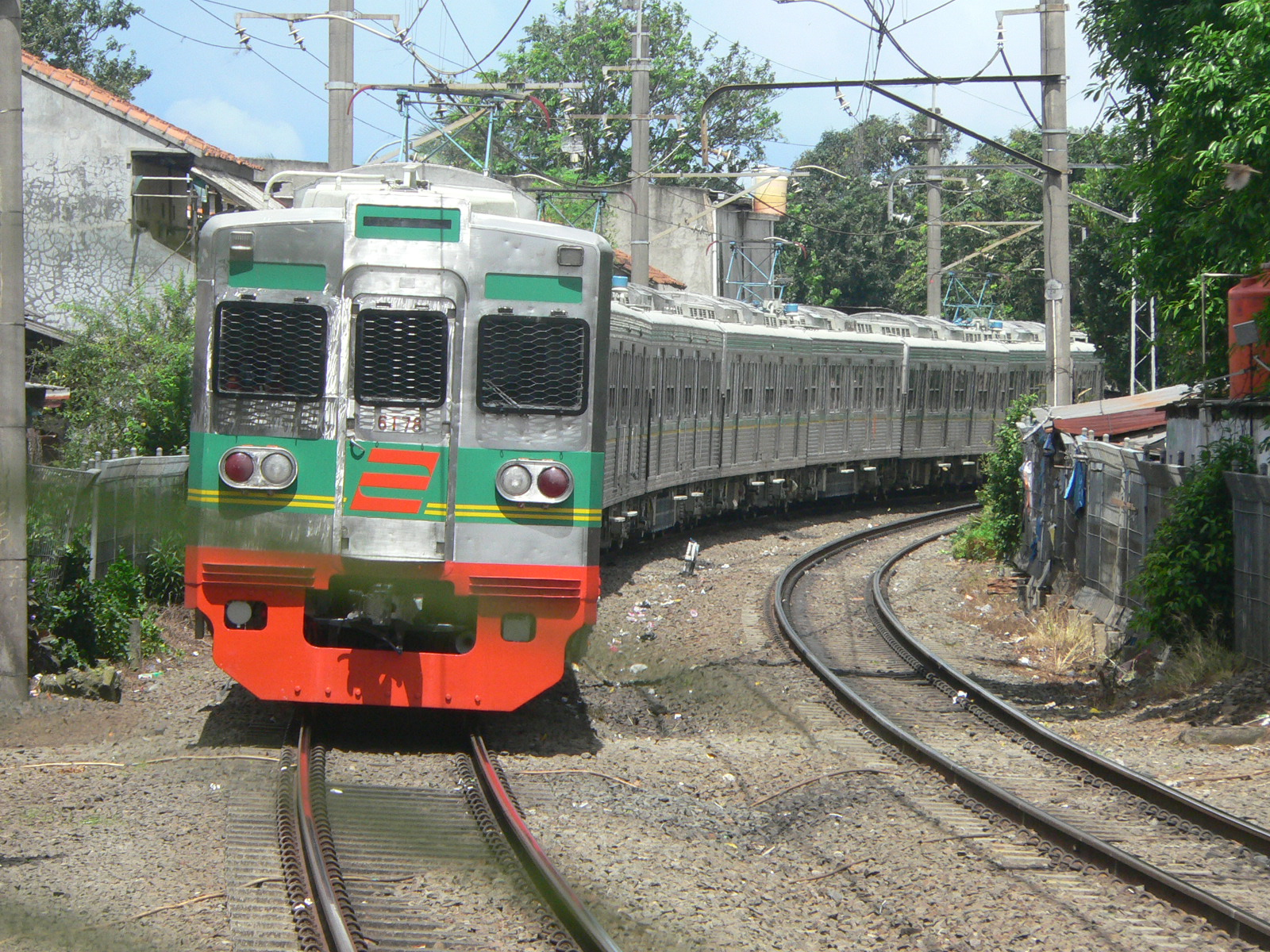
原型先頭車6171F

また、2002年から2004年にかけて中間車6両が各年2両ずつ現地で先頭車に改造された。この先頭車は流線型で、正面2枚窓で低運転台の非貫通構造と、6000形とは全く違う形状となっている。
該当車両は次の通り。
- 6217/6182
- 6177/6126
- 6187/6227

後年、先頭車にはカウキャッチャー（排障器に相当するもの）を装備した。
さらに2010年には6151と6188が前面を非貫通のものに改造された。これは衝突事故で前面を激しく損傷したためである。
2013年以降は東日本旅客鉄道（JR東日本）で使用されていた205系が多く導入されたため、2016年9月に運用を終了した。
2018年2月末には6181がデポック電車区で保存されることとなった。2017年末には同電車区でパンタグラフから電気を供給しなくても自走できるように改造されている。

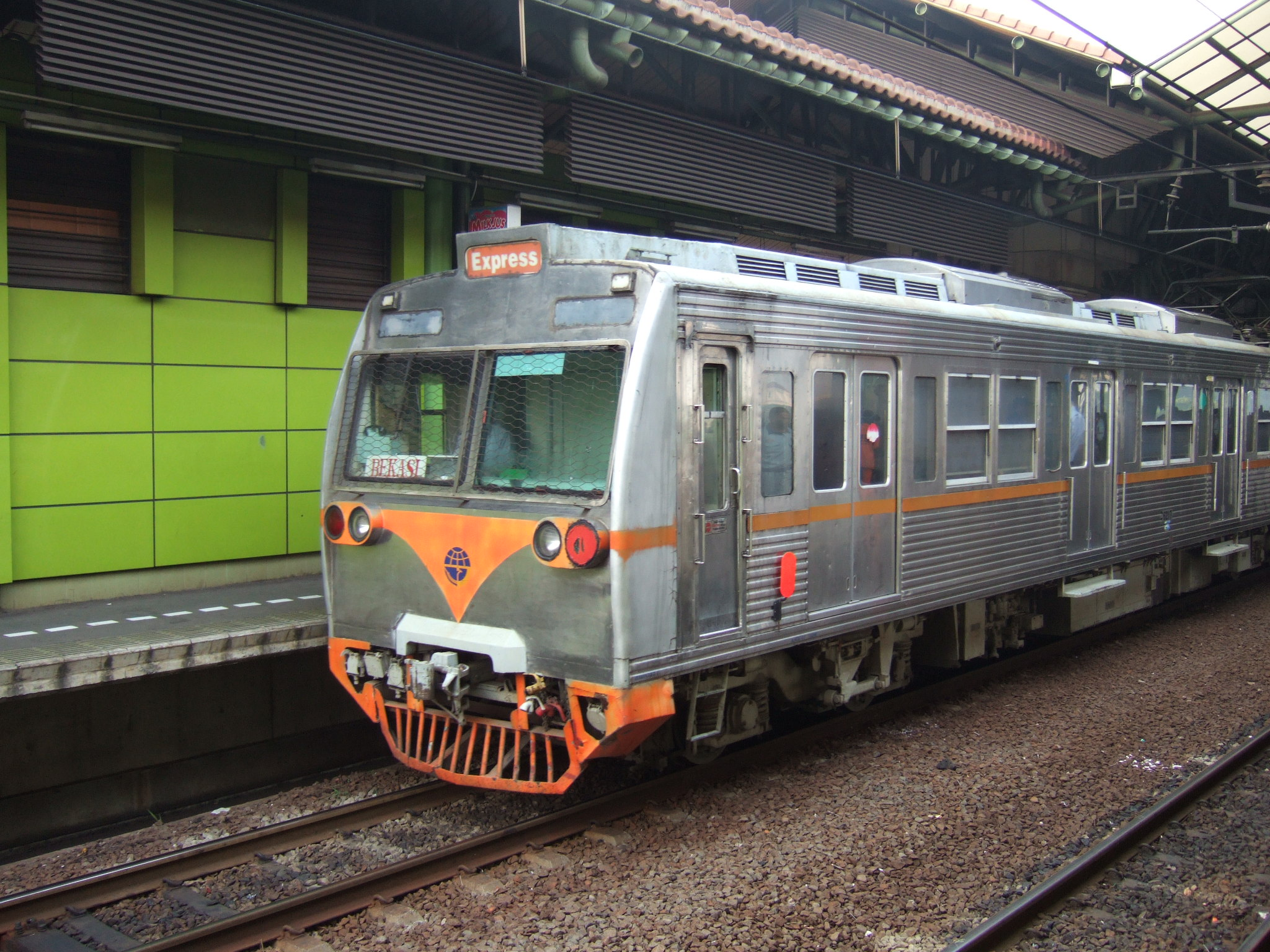
6182
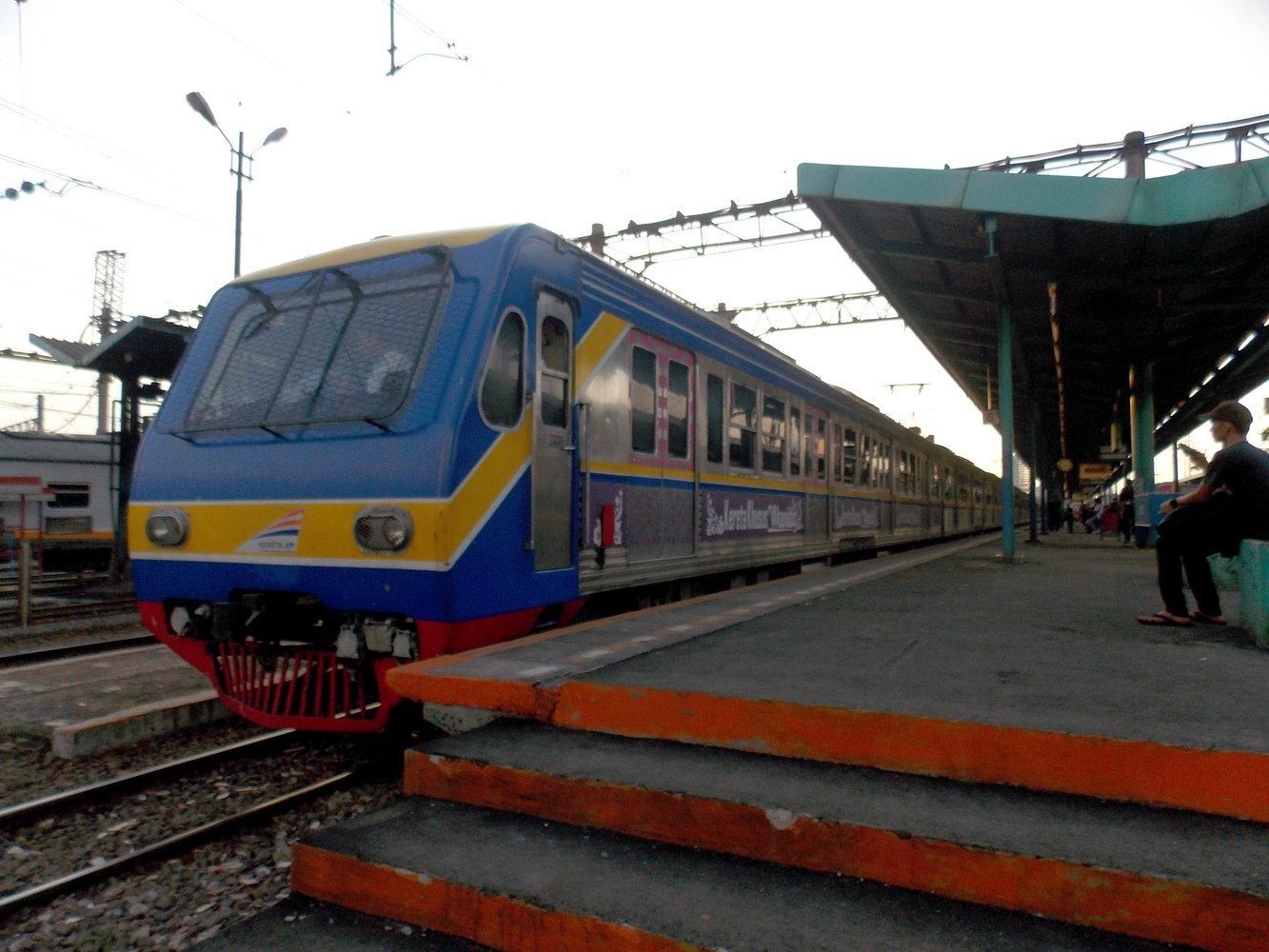
6177
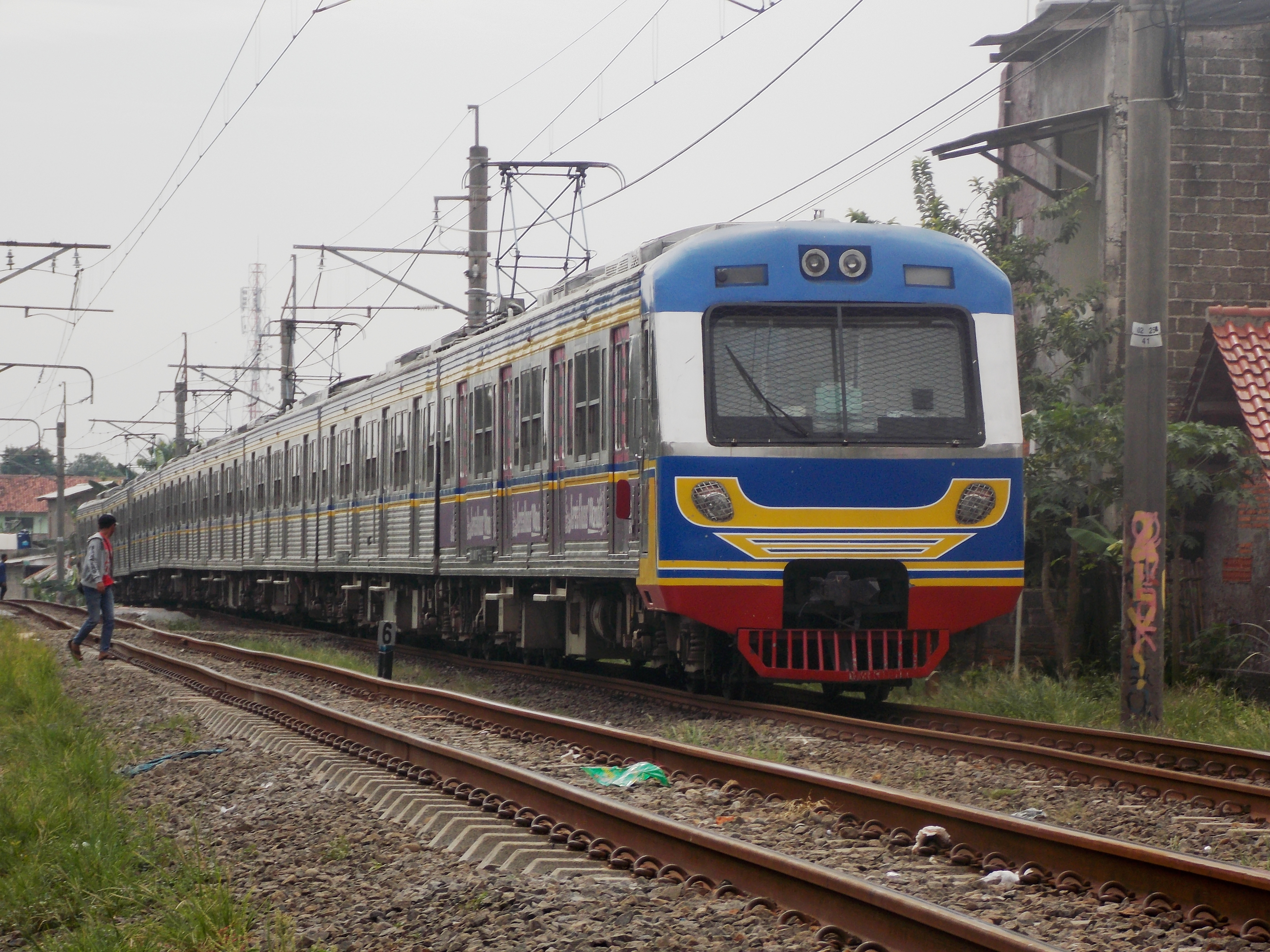
6227